# پوتشپیتسه

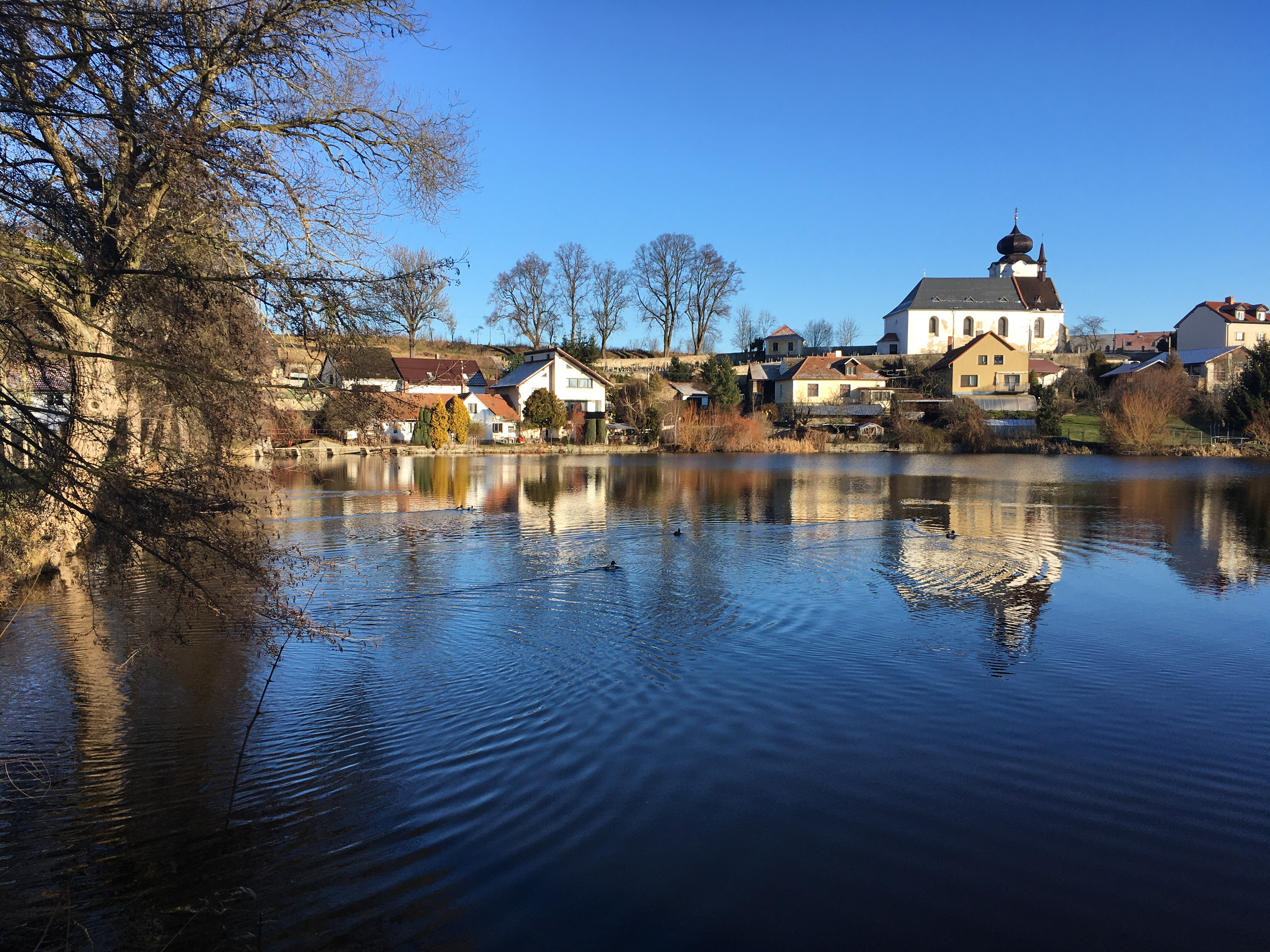
پوتشپیتسه، منطقه مسکونی در جمهوری چک

پوتشپیتسه (به چکی: Počepice) یک منطقهٔ مسکونی در جمهوری چک است که در ناحیه پریبرام واقع شده‌است.